# 鳥取県道37号岩美八東線
鳥取県道37号岩美八東線（とっとりけんどう37ごう いわみはっとうせん）は、鳥取県岩美郡岩美町から八頭郡八頭町に至る県道（主要地方道）である。

## 概要

### 路線データ
鳥取県告示に基づく起終点および経過地は次のとおり。
- 起点 : 鳥取県岩美郡岩美町（小田入口交差点、国道9号交点）
- 終点 : 鳥取県八頭郡八頭町（富枝西交差点、国道29号交点）
- 重要な経過地 : 鳥取県鳥取市

## 歴史
本路線は主要地方道国府八東線の一部、県道上地栃本線、県道下木原岩美停車場線の一部を前身としている。道路法第56条の規定に基づき、1993年（平成5年）の第6次主要地方道指定時に新規指定された路線である。国府八東線の残部は鳥取県道154号上地中河原線、下木原岩美停車場線の残部は鳥取県道186号岩美停車場河崎線にそれぞれ認定されている。

### 年表
- 1993年（平成5年）5月11日 - 建設省から、県道国府八東線の一部・県道上地栃本線・県道下木原岩美停車場線の一部が岩美八東線として主要地方道に指定される[2]。
- 1994年（平成6年）3月15日
鳥取県が前身となる鳥取県道37号国府八東線・鳥取県道307号上地栃本線・鳥取県道186号下木原岩美停車場線をそれぞれ廃止し[3]、主要地方道として鳥取県道37号岩美八東線を認定[4]。

## 路線状況

### 重複区間
- 鳥取県道31号鳥取国府岩美線（鳥取市国府町下木原 - 鳥取市国府町栃本）

### 道路施設

#### 道の駅
- 道の駅きなんせ岩美（鳥取県岩美郡岩美町新井・小田入口交差点）

## 地理

### 通過する自治体
- 岩美郡岩美町
- 鳥取市
- 八頭郡八頭町

### 交差する道路
| 交差する道路                            | 市町村名 | 市町村名 | 交差する場所         | 交差する場所          |
| --------------------------------------- | -------- | -------- | -------------------- | --------------------- |
| 国道9号                                 | 岩美郡   | 岩美町   | 新井（にい）         | 小田入口交差点 / 起点 |
| 鳥取県道197号院内馬場線                 | 岩美郡   | 岩美町   | 院内                 |                       |
| 鳥取県道188号池谷福部停車場線           | 岩美郡   | 岩美町   | 延興寺（えんごうじ） |                       |
| 鳥取県道31号鳥取国府岩美線 重複区間起点 | 鳥取市   | 鳥取市   | 国府町下木原         |                       |
| 鳥取県道31号鳥取国府岩美線 重複区間終点 | 鳥取市   | 鳥取市   | 国府町栃本           |                       |
| 鳥取県道154号上地中河原線               | 鳥取市   | 鳥取市   | 国府町上地（わじ）   |                       |
| 鳥取県道282号麻生国府線                 | 八頭郡   | 八頭町   | 麻生                 |                       |
| 鳥取県道270号徳丸富枝線                 | 八頭郡   | 八頭町   | 富枝                 |                       |
| 国道29号                                | 八頭郡   | 八頭町   | 富枝                 | 富枝西交差点 / 終点   |